# إريك دي هان
إريك دي هان (بالهولندية: Erik de Haan) (و. 1964  م) هو لاعب كرة قدم، من مملكة هولندا، ولد في أمستردام، يلعب كحارس مرمى.